# Orage (есмінець)
«Ораж» (англ. FR Orage) — військовий корабель, ескадрений міноносець типу «Бурраск», що перебував у складі Військово-морського флоту Франції у передвоєнний час та за часи Другої світової війни.
«Ораж» був закладений 20 серпня 1923 року на верфі компанії Chantiers Navals Français, Кані. 30 серпня 1924 року він спущений на воду, а 19 січня 1927 року увійшов до складу ВМС Франції.

## Історія служби
20 травня 1940 року, коли німецька кампанія у Франції була в розпалі, «Ораж» вирушив з Бреста до Шербура, приєднавшись до 1-го дивізіону есмінців, яка виконувала завдання з підтримки частин союзників уздовж французького узбережжя Дуврської протоки. 23 травня «Ораж» досяг акваторії перед портом Булонь-сюр-Мер разом з рештою дивізіону, який на той час був атакований німцями, підтримуючи гарнізон міста вогнем своїх гармат. Близько 6 години вечора формація з близько 30 німецьких бомбардувальників атакувала групу французьких есмінців: «Ораж», який плив у тилу строю, був уражений бомбами, що викликало пожежу, яка швидко поширилася на паливні баки та склади боєприпасів. Внаслідок ударів бомбардувальників I./StG 77 «Ораж» був серйозно пошкоджений і його довелося затопити. Інший французький есмінець «Фронда» був пошкоджений, як і британський «Вітшед».
Командир «Оражу», капітан-лейтенант Роже Вінсент Марі В'єнно де Воблан висловив намір потонути разом з кораблем, але пізніше командира врятували офіцери за наказом командувача флотилії. Охоплений вогнем корпус міноносця зрештою затонув, при цьому загинуло 28 осіб екіпажу.